# Порнография в США
Порнография в США распространена очень давно. С развитием технологий она превратилась из чего-то труднодоступного во вполне обычную вещь с достаточно свободным доступом. В этом плане можно отметить такие даты как 1969 год — выход на экраны кинофильма «Грустное кино» (первый эротический фильм, показывающий реальный секс, который вышел в широкий прокат в США); 1972 год — фильм «Глубокая глотка» (первый пример широкой демонстрации откровенной порнографии); 1969—1984 — «Золотой век порно»; с 1990-х годов в частных домах перестали быть редкостью персональные компьютеры, имеющий доступ к интернету, в котором, как известно, работают десятки тысяч порносайтов.
В США всегда предпринимались попытки подавить порнографию, это включало и включает поныне: прямые запреты, запреты на её продажу, цензуру или рейтинговые схемы, ограничивающие количество зрителей, а также заявления о том, что это проституция и, следовательно, подпадает под действие соответствующих законов.
Американские защитники порнографии часто ссылаются на Первую Поправку, которая гарантирует свободу слова; однако, согласно тесту Миллера, установленному делом «Миллер против штата Калифорния» (1973), всё, что не имеет «серьёзной литературной, художественной, политической или научной ценности», как правило, не защищено.
Несколько исследований (2001, 2002 и 2021) утверждают, что США — крупнейший производитель порнографии в мире.
В США порнографические материалы многими считаются низкопробными; индустрия, возможно, и не является преступной, но уж точно не считается респектабельной, производство считается дешёвым и небрежным, а содержание — примитивным и вульгарным. Хотя немалое количество людей работают в этой индустрии, многие пытаются скрыть свою работу от общественности. В этой индустрии работают многие уважаемые и талантливые художники и писатели, но большинству из них приходится брать псевдонимы, опасаясь, что их имена и карьера могут быть запятнаны.

## История
Хотя история порнографии как таковой насчитывает тысячи лет, её существование в США можно проследить от её истоков в XVIII веке, когда в страну начался приток иностранной торговли и иммигрантов-переселенцев.
В 1880 году впервые для недорогого воспроизведения фотографий в США была использована полутоновая печать. Это изобретение вывело порнографию в новое русло в начале XX века. Новые процессы печати позволили легко воспроизводить фотографические изображения в чёрно-белом формате.
Первый порно-дагерротип появился в 1850 году, а с появлением «движущихся картинок» братьев Люмьер вскоре после публичного представления их изобретения был снят первый порнофильм. Производство порнографических лент началось почти сразу после изобретения кинематографа в 1895 году. Двумя из первых первопроходцев в этом плане были французы Эжен Пиру и Альберт Киршнер. В США одной из первых попыток Томаса Эдисона использовать свои методы и оборудование для создания движущихся изображений было изображение обнажённой женщины, встающей из ванны и убегающей.
В XX веке эпоха «голубых фильмов» началась с немых фильмов 1920-х годов и продолжалась на протяжении всей послевоенной эпохи, поскольку кинотехнологии совершенствовались, а затраты на оборудование снижались. До появления электронных и цифровых видеотехнологий массовое производство порнофильмов было напрямую связано с мейнстрим-киноиндустрией. Начиная с 1969 года с фильма Энди Уорхола «Грустное кино», последовавшего за ним «Золотого века порно» и более снисходительного законодательства, в США и многих других странах наблюдался рост числа «кинотеатров для взрослых» (с 1980-х годов начали утрачивать своё первоначальное значение).
Известный писатель, журналист, драматург, сценарист, кинорежиссёр Норман Мейлер в документальном фильме «Внутри „Глубокой глотки“» (2005) сказал так: «Каким унылым это кажется по сравнению с головокружительными днями начала 70-х, когда в порнографии было что-то захватывающее… Она существовала где-то посередине между преступлением и искусством. И это было авантюрно». Порнофильмы занимали умы критиков, полицейских и судей. Часто финансируемые мафиозными кланами, они привлекали внимание местных, государственных и федеральных прокуроров, которые запрещали показ таких фильмов и добивались осуждения хотя бы одного из актёров. Режиссёрами были люди, считавшие себя художниками, а в главных ролях снимались актёры с Бродвея.
К 1982 году производство порнофильмов перешло на более дешёвый и удобный носитель — видеокассету. Это был конец эпохи высокобюджетных порнофильмов и начало повсеместного распространения порнографии среднего и низкого качества. Вместо сотен достаточно дорогих порно-кинофильмов, снимавшихся каждый год, тысячи порно-видеофильмов заполонили рынок: многие из этих лент представляли собой лишь компиляции исключительно сексуальных сцен из различных кинокартин.
В конце 1990-х годов порнофильмы «переместились» на DVD. Они предлагали изображение и звук более высокого качества, чем предыдущий видеоформат, и допускали такие инновации, как «интерактивные» видео, которые позволяют пользователям выбирать такие переменные, как несколько ракурсов съёмки, несколько концовок.
Появление и широкая доступность Интернета ещё больше изменили способ распространения порнографии. Раньше порно-видео можно было взять напрокат или заказать по почте, но с появлением Интернета американцы смогли смотреть порнофильмы на своих домашних компьютерах, и вместо того, чтобы неделями ждать поступления заказа, фильм можно было загрузить в течение нескольких часов (позднее — нескольких минут, затем — нескольких секунд).
В 2003 году компания N2H2, занимающаяся веб-фильтрацией, подсчитала, что в интернете было 1,3 миллиона порносайтов, предлагающих 260 миллионов страниц контента. По данным Института Гэллапа, в 2022 году 43 % американцев согласились с тем, что порнография «морально приемлема», по сравнению с 30 % в 2011 году.
К 2010-м годам судьба порноиндустрии изменилась. Поскольку прежде надёжно прибыльные продажи DVD в значительной степени были вытеснены порно через Интернет, конкуренция со стороны пиратского, любительского и недорогого профессионального контента в Интернете сделала отрасль существенно менее прибыльной, что привело к её сокращению.
Согласно информации 2016 года, в США ежегодно снимается до 500 порнофильмов, а годовой оборот легального порнобизнеса составляет от 4 до 6 миллиардов долларов. Крупные компании, снимающие порнофильмы, тратят всего лишь 15 000 – 20 000 долларов за ленту.
В 2023 году ресурс ballardbrief.byu.edu заявил, что «порнография присутствует на 12 % всех веб-сайтов и просматривается примерно 69 % американцев и 40 % американок в течение года»; «Pornhub является четвёртым по посещаемости сайтом в США после Google, YouTube и Facebook; в 2022 году Pornhub посетили более 2,14 миллиарда раз — больше, чем Instagram, Netflix, Pinterest и TikTok вместе взятые».
Согласно исследованию, опубликованному в начале 2024 года, штатами с самым высоким уровнем потребления порнографии являются Луизиана, Миссисипи и Флорида; с другой стороны, штатами с самым низким уровнем потребления порно являются Огайо, Нью-Гэмпшир и Делавэр. Значительное число детей обычно сталкиваются с порнографией в возрасте от 9 до 13 лет, как правило, непреднамеренно или под влиянием сверстников. В среднем мужчины обычно смотрят порнографию ежедневно от 7,5 до 25 минут, или от одного до трёх часов в неделю.

## По типам медиа

### Печать
В США представлено большое разнообразие порножурналов. Первым крупным таким журналом, добившимся широкой известности стал Playboy: первый номер вышел в 1953 году, последний — в 2020 году (ныне выпускается только онлайн). Однако во время так называемых «общественных войн» 1960-х и 1970-х годов Penthouse (первый номер в США вышел в 1969 году) зарекомендовал себя как более откровенный журнал. Screw сместил упор в сторону жёсткой порнографии, когда он впервые вышел в 1968 году, а с появлением Hustler в 1974 году переход к откровенному журнальному порно был завершён.
К середине 1990-х такие журналы, как Playboy, стали неконкурентоспособными, и даже такие хардкорные издания, как Penthouse и Hustler, испытывали трудности.
Согласно The New York Times, в 2002 году рынок порножурналов сокращался: «с середины 1990-х годов тираж журналов для взрослых сокращается на 10 % в год», в 1990 году тираж Penthouse составлял 1,3 миллиона экземпляров, а в 2001 году — 525 000; тираж Playboy за тот же период упал с 820 000 до 577 000 экземпляров.

### Фильмы иpay-per-view
Бо́льшая часть порнографии, производимой в США, выпускается в виде фильмов, но эта отрасль остро конкурирует с Интернетом. Этот рынок очень разнообразен и варьируется от основного гетеросексуального контента до изысканного садомазохизма, БДСМ, межрасового секса и т. д., и до неизменно популярного гей-порно.
С 1920-х годов в США приобрели популярность киноленты в поджанре stag film — это порнофильмы подпольного производства, длиной не более 12 минут, они демонстрировались для мужской аудитории в студенческих братствах, публичных домах или подобных местах, не в обычных кинотеатрах. Эпоха таких мини-лент окончилась в конце 1960-х годов в связи с началом сексуальной революции («Золотой век порно»). На широкий экран вышли такие откровенно порнографические высокобюджетные картины как «Грустное кино» (1969), «Глубокая глотка» (1972), «Дьявол в мисс Джонс» (1973), «Открытие Мисти Бетховен» (1976).
По информации 2006 года, производство порно в США сосредоточено в долине Сан-Фернандо (в основном в Чатсуорте, Ресиде и Ван-Найсе) и Лас-Вегасе, где собираются более 200 компаний, занимающихся развлечениями для взрослых, чтобы пообщаться и продемонстрировать свои последние новинки.
По информации 2005 года, крупнейшая в мире порно-киностудия Vivid Entertainment получала примерно 100 миллионов долларов дохода в год, ежегодно выпуская около 60 фильмов. Крупнейшие конкуренты Vivid — Wicked Pictures и Digital Playground.
Прокат порно-видеокассет резко вырос с чуть менее 80 миллионов в 1985 году до 500 миллионов к 1993 году.
С 2006 года многие порно-киностудии перешли на формат Blu-ray, оценив его качество и ёмкость.
Порно-контент pay-per-view не попадает под действие Закона о связи, поскольку технически оно не является «вещанием». Три крупнейших таких канала являются производными самых известных порножурналов страны, это: Playboy TV, Penthouse TV и Hustler TV.
Некоторые дочерние компании солидных корпораций являются крупными продавцами порнографии, например DirecTV от News Corporation.

### Компьютерные игры и комиксы
Microsoft долгое время отказывалась выдавать лицензии на разработку программного обеспечения производителям игр, названия которых содержат сексуальный контент. Wal-Mart, крупнейший в США дистрибьютор видеоигр, придерживается политики отказа от продажи игр с рейтингом AO. Порнографический контент в видеоиграх продвигался, в частности, Playboy; Playboy: The Mansion (2005) стала первой игрой, созданной по лицензии Playboy.
В 2004 году вышла игра Grand Theft Auto: San Andreas. В ней был вырезан контент сексуального характера для получения широкого возрастного рейтинга. Однако выяснилось, что эта «мини-игра» была не удалена, а спрятана, и обнаружена моддерами. Это привело к скандалу (в той сцене главный герой, занимается сексом с девушкой, хотя оба персонажа одеты).
В игре God of War (2005) главный герой Кратос занимается сексом с двумя проститутками на своей лодке. Хотя собственно половые акты не изображены (они происходят за кадром и обозначаются звуковыми эффектами), женщины показаны топлес. Этот тип секс-мини-игр стал заметной особенностью франшизы God of War: схожие сцены присутствуют в God of War II (2007), God of War: Chains of Olympus (2008), God of War III (2010) и God of War: Ghost of Sparta (2010).
В отделах для взрослых магазинов комиксов продаётся большое количество переводов японских хардкорных комиксов, а также растёт число американских имитаций.
Одним из японских анимационных порнофильмов, положивших начало американскому рынку видео для взрослых, был «Уроцукидодзи. Легенда о сверхдемоне».

### Интернет
В интернете содержится значительная часть «развлечений для взрослых», в том числе и потому, что в деле 1997 года «Рено против Американского союза защиты гражданских свобод» было указано, что термин «непристойный» не имеет конкретного юридического значения в контексте Интернета.
В мае 2000 года American Express объявила, что больше не будет покрывать транзакции с сайтов для взрослых (из-за большого количества возвратных платежей: 15—50 % транзакций).
В августе 2000 года в США было возбуждено крупное уголовное дело против интернет-порнокомпаний, которые требовали с подписчиков номера их кредитных карт «исключительно для подтверждения того, что потребители достигли совершеннолетия и могут просматривать материалы для взрослых, а также для того, чтобы с кредитных карт не списывались средства», а затем ежемесячно списывали с них по 20—90 долларов за «бесплатные услуги».
Согласно публикации 2002 года, управлять порносайтом очень сложно: много конкурентов, требуются первоначальные капиталовложения, непредвиденные проблемы с безопасностью, уникальные юридические вопросы, неплательщики, злоупотребления со стороны подписчиков. В центре интернет-порноиндустрии находятся несколько хорошо зарекомендовавших себя компаний, таких как Cybererotica и Sex.com, которые ежемесячно зарабатывают по несколько миллионов долларов. Эти компании платят небольшим сайтам за перенаправление пользователей на их фотографии более высокого качества. Всё больше и больше финансовых учреждений избегают сотрудничества с продавцами непристойностей. Банки, которые обычно охотно открывают счета для обработки кредитных карт в интернет-магазинах, отказываются работать с онлайн-порно.
В 2003 году был принят закон CAN-SPAM Act (полное название — «О борьбе с рассылкой нежелательной порнографии и маркетинговых сообщений»).
По данным Комитета по изучению инструментов и стратегий защиты детей от порнографии и их применимости к другому неприемлемому интернет-контенту, в США насчитывается более 100 000 подписных сайтов с контентом для взрослых, причем на каждом сайте имеется несколько веб-страниц. В среднем платная подписка приносит доход порносайту от 20 до 40 долларов в месяц с клиента, однако точный анализ в этом плане является сложной задачей.
С 2005 года активно началось «распространение порно с компьютерного стола на маленький экран, на карманные устройства, такие как мобильные телефоны, цифровые музыкальные плееры и портативные игровые приставки». В то время это вызывало сильные сомнения: «вопрос может заключаться в том, захотят ли люди вообще смотреть развлечения для взрослых на крошечных двухдюймовых видеоэкранах?»; «я не понимаю, что привлекательного в просмотре порно или чего-то ещё на крошечном экране, который предназначен для использования не дома, а где-то ещё. Я полагаю, это может быть привлекательно только для подростков, которым нужно скрыться от любопытных глаз родителей».
К 2010 году сильно увеличилось количество денежных трат, которые в среднем тратят граждане США на просмотр порнографии, причем в те времена в основном за счет кредитных карт. Общая доходность от сферы составляла более двух миллиардов долларов США. Порнография оказала огромное влияние на рост видео, как часть интернет-трафика, в результате чего к 2015 году те достигли отметки в 80 % от всего такового. Кроме того общая численность порнографии достигла больше полторы тысячи петабайтов.
С началом второго десятилетия XXI века, ставшие традиционными за последние двадцать лет платформы для просмотра эротического контента, такие как Pornhub стали тесниться сервисами, где люди могли начать в прямом эфире вести подобный контент, к примеру Onlyfans, а на сам Pornhub начались активные акции критики из-за того, что на сайте были обнаружены элементы детской порнографии, изнасилований и съёмки, осуществленной без согласия обоих сторон полового акта.
По состоянию на 2025 год, американская порнография, как отмечают некоторые эксперты, стоит перед серьёзным кризисом, из-за победы консерваторов и президента Дональда Трампа на президентских выборах 2024-года, на федеральном уровне введены ограничения против Deepfake-порнографии, а на региональном более 12 штатов приняли различные ограничения против порнографии.

## Экономика
В 1975 году общая розничная стоимость всей хардкор-порнографии в США оценивалась в 5—10 миллионов долларов. В пересмотренном Федеральном уголовном кодексе 1979 года говорилось, что «только в Лос-Анджелесе общий розничный оборот порнографического бизнеса составляет 100 миллионов долларов в год», в то время как «в среднем порнографический журнал продается по цене от 6 до 10 долларов за штуку». По данным Комиссии Генерального прокурора по порнографии 1986 года, американская индустрия развлечений для взрослых значительно выросла за последние тридцать лет, постоянно меняясь и расширяясь, чтобы привлечь новые рынки, хотя производство считается незаметным и подпольным. Общий доход современных развлекательных заведений для взрослых в стране часто оценивается в 10—13 миллиардов долларов, из которых 4—6 миллиардов долларов легальны. Эта цифра часто приводится в исследовании Forrester Research и была снижена в 1998 году. В 2007 году газета The Observer привела цифру в 13 миллиардов долларов. Другие источники, цитируемые Forbes (Adams Media Research, Veronis Suhler Communications Industry Report и IVD), даже принимая во внимание все возможные типы (видеосети и фильмы с оплатой за просмотр по кабельному и спутниковому телевидению, веб-сайты, фильмы в гостинице в номере, секс по телефону, секс-игрушки и порножурналы), приводят цифру в 2,6—3,9 миллиарда долларов (без учета мобильного порно). USA Today заявила в 2003 году, что такие веб-сайты, как danni.com и cybererotica.com, принесли в том году 2 миллиарда долларов дохода, что, как утверждается, составляло около 10 % от общего объёма порнорынка США в то время.

## Законодательство
Определение «порнография» в США менялось несколько раз, начиная с 1960-х годов. В этот период, признавая двусмысленность, термин «откровенно сексуальный контент» стал использоваться как один из эвфемизмов порнографии, но позже было установлено, что различие между «порнографическим» и «сексуально откровенным контентом» является полностью искусственным.
В США несколько федеральных (обязательных к исполнению во всех штатах) законов регулируют деятельность, связанную с порнографией, это, в частности: «отправка почтой непристойных или провоцирующих на преступление материалов», «распространение непристойных материалов по кабельному или платному телевидению» и др.
В Словаре английского языка Американского наследия 1976 года было дано определение, что порнография — это «письменные, графические или другие формы коммуникации, предназначенные для возбуждения похотливых чувств».
В деле «Миллер против штата Калифорния» (1973) Верховный суд США использовал определение порнографии, сделанное Третьим Новым международным словарем Вебстера издания 1969 года: «изображение (как в письменном виде, так и на картине) распущенности или непристойности: изображение эротического поведения, направленного на то, чтобы вызвать сексуальное возбуждение». Юридический словарь Блэка следовал тесту Миллера и определял порнографию как «материал, который в целом среднестатистический человек, применяющий стандарты современного общества, счёл бы привлекательным для похотливых интересов». Словарь американского английского языка Ньюбери Хауса Хайнла (2003) определяет порнографию как «непристойные надписи, картинки или фильмы, предназначенные для возбуждения сексуального желания».
Постановление о гражданских правах против порнографии (феминистской направленности) определяет порнографию как «графическое сексуально откровенное подчинение женщин, будь то на картинках или в словах». Это Постановление было признано неконституционным Федеральным апелляционным судом по делу «Американские книготорговцы против Хаднута» в Индианаполисе (1985). Суды Калифорнии и Нью-Йорка однозначно отвергли аргумент о том, что создание порнографии является проституцией (см., например, дело «Народ против Фримена» (1988)). Верховный суд Орегона пошел ещё дальше в деле «Штат против Генри» (1987), отменив юридическое определение «непристойности» в этом штате, постановив, что это нарушает свободу слова, определённую в конституции штата.
Вообще, многие известные и уважаемые судьи теряются, когда пытаются дать определение «непристойности» (порнографии). Например, в деле 1964 года «Джейкобеллис против штата Огайо» судья Поттер Стюарт заявил, что здесь суд «столкнулся с задачей попытаться определить то, что, возможно, не поддаётся определению». В деле «Мишкин против штата Нью-Йорк» судья Хьюго Блэк сказал: «Я хотел бы ещё раз выразить свои возражения против того, чтобы взваливать на этот Суд утомительную и неизбежно непопулярную и нездоровую задачу окончательного принятия решения с помощью индивидуального суждения членов этого Суда о том, какая порнография (что бы это ни значило) является слишком жёсткой, чтобы люди могли её видеть или читать». Также возникают не вполне ясные ситуации, связанные с тем, что законы о порнографии различаются в разных штатах: «…ничто в Первой поправке не требует, чтобы присяжные учитывали гипотетические и недоказуемые „национальные стандарты“ при попытке определить, являются ли определённые материалы непристойными по сути, — сказал председатель Верховного суда Уоррен Бергер. — Неразумно и неконституционно трактовать Первую поправку так, будто она требует, чтобы жители штата Мэн или Миссисипи принимали публичное изображение поведения, которое считается приемлемым в Лас-Вегасе или Нью-Йорке».

### Детская порнография
Детская порнография — это тяжкое преступление, строго запрещённое как федеральными законами, так и законами всех штатов США. Производство, распространение, хранение или доступ к материалам с участием несовершеннолетних считаются серьёзным правонарушением. В отдельных случаях за детскую порнографию грозит тюремное заключение на срок до 30 лет.
Комиссия Локхарта 1970 года рекомендовала отменить все уголовные наказания за порнографию, за исключением порнографических изображений несовершеннолетних или продажи порнографии несовершеннолетним. Однако до 1977 года только в двух штатах из пятидесяти действовали законы, запрещающие использование детей при производстве или распространении порнографических материалов или выступлений. В 1977 году Министерство юстиции решительно поддержало закон, запрещающий производство и распространение детской порнографии. Эти усилия были безуспешно оспорены в деле 1982 года «Нью-Йорк против Фербера» (…штаты имеют право на большую свободу действий в регулировании порнографических изображений детей…) Хотя в разных штатах различается возраст сексуального согласия, в соответствии с Законом о защите детей и борьбе с непристойностями 1988 года всем моделям, используемым в порнографическом контенте, должно быть не менее 18 лет.
Действия либо покушения на действия, связанные с детской порнографией, стали в целом незаконными на федеральном уровне в 1984 году, с принятием Закона о защите детей, и с тех пор в значительной степени остаются таковыми.
В 2002 году президент США Джордж Буш подписал закон о создании домена Dot Kids (.kids.us) — безопасной для детей зоны в Интернете. Сайты в этом домене проверяются на содержание и безопасность, что даёт родителям уверенность в том, что их дети учатся в здоровой среде.

### Прочее
С 2004 года в США запрещён «видео-вуайеризм».
«Порноместь», то есть порнография, распространяемая с целью возмездия, уже давно является проблемой в США. Хотя федеральный закон не предусматривает за неё уголовной ответственности, в 2022 году в рамках Закона о консолидированных ассигнованиях было установлено частное право на предъявление иска, позволяющее жертвам «порнографии из мести» добиваться возмещения ущерба, понесённого в результате.

## Анти-порнографическое движение
Движение против порнографии в США существовало ещё до решения Верховного суда 1969 года по делу «Стэнли против штата Джорджия», в котором говорилось, что люди могут смотреть всё, что захотят, в уединении своих домов, поскольку в законодательстве США подразумевается право на неприкосновенность частной жизни. Это привело к тому, что президент Линдон Джонсон при поддержке Конгресса назначил комиссию для изучения порнографии. Анти-порнографическое движение стремится сохранить или восстановить ограничения, а также усилить или ввести ограничения на производство, продажу или распространение порнографии.
Священник-иезуит отец Мортон Хилл (1917—1985) был лидером кампании против порнографии в США в 1960-х — 1980-х годах. Он был одним из основателей организации «Мораль в СМИ», которая была создана в 1962 году для борьбы с порнографией (работает и поныне, но теперь называется «Национальный центр по борьбе с сексуальной эксплуатацией»).
Осенью 1970 года Национальная комиссия по борьбе с непристойностью и порнографией предоставила президенту США Ричарду Никсону свой доклад, выводы которого он категорически отверг: «Комиссия утверждает, что распространение непристойных книг и пьес не оказывает длительного пагубного влияния на характер человека. Если бы это было правдой, то должно быть правдой и то, что великие книги, великие картины и великие пьесы не облагораживают поведение человека. Столетия цивилизации и 10 минут здравого смысла говорят нам об обратном…»; «Комиссия призывает к отмене законов, регулирующих непристойное поведение взрослых, и в то же время рекомендует сохранять ограничения на непристойное поведение детей. В открытом обществе это предложение неприемлемо. Если уровень непристойности в обществе взрослых растёт, то и молодые люди в нашем обществе не могут не пострадать от этого наводнения…»; «Я прекрасно понимаю, насколько важна защита свободы слова. Но порнография для свободы слова — то же самое, что анархия для свободы; как свободные люди добровольно ограничивают часть своей свободы, чтобы предотвратить анархию, так и мы должны провести черту против порнографии, чтобы защитить свободу слова…»
Особо против порнографии выступают американки: с 1976 года в США активна радикально-феминистская группа «Женщины против порнографии».